# Altri
 (octobre 2016).
Si vous disposez d'ouvrages ou d'articles de référence ou si vous connaissez des sites web de qualité traitant du thème abordé ici, merci de compléter l'article en donnant les références utiles à sa vérifiabilité et en les liant à la section « Notes et références ».
Altri est une entreprise portugaise qui fait partie de l'indice PSI-20 à Lisbonne. Ses principales activités sont la production de pulpe de papier, d'aciers spéciaux, et la fabrication de systèmes de stockage.
De manière moins importante, exploitation forestière, production d'électricité à partir d'énergies renouvelables.
Plus de la moitié du chiffre d'affaires est réalisé hors du Portugal.